# 黑緣尖唇魚
黑緣尖唇魚，為輻鰭魚綱鱸形目隆頭魚亞目隆頭魚科的其中一種，分布於西南太平洋區，從澳洲新南威爾斯至珊瑚海海域，棲息深度10-27公尺，體長可達11.3公分，棲息在珊瑚礁區，生活習性不明。

## 擴展閱讀
維基物種上的相關：黑緣尖唇魚